# Dicranomyia austroandina
Dicranomyia austroandina är en tvåvingeart som först beskrevs av Alexander 1929.  Dicranomyia austroandina ingår i släktet Dicranomyia och familjen småharkrankar. Inga underarter finns listade i Catalogue of Life.